# Hard
Hard je město v rakouské spolkové zemi Vorarlbersko v okrese Bregenz.
K 1. lednu 2017 zde žilo 13 344 obyvatel a město tak bylo po hlavním městě Bregenz druhým nejlidnatějším v okrese.

## Politika
| Funkční období | Jméno                   |
| 1900–1906      | Franz Jussel            |
| 1906–1936      | Johann Mager            |
| 1936–1938      | Franz Josef Birnbaumer  |
| 1938–1945      | Rudolf Gunz             |
| 1945–1947      | Franz Josef Birnbaumer  |
| 1947–1950      | Adolf Kölbl             |
| 1950–1954      | Josef Blenk             |
| 1954–1970      | Anton Gorbach           |
| 1970–1998      | Gerhard Köhlmeier (ÖVP) |
| 1999–2010      | Hugo Rogginer           |
| 2010–2020      | Harald Köhlmeier (ÖVP)  |
| od 2020        | Martin Staudinger (SPÖ) |

## Partnerská města
- Bagnoli di Sopra, Itálie, 1986
- Balgach, Švýcarsko, 1995

## Významní rodáci
- Michael Köhlmeier (* 1949), rakouský spisovatel